# Фальфушинський Іван Макарович
Іван Макарович Фальфушинський (нар. 4 січня 1940, с. Княгининок, Україна) — український лікар-хірург вищої категорії, науковець, громадський діяч. Кандидат медичних наук (1978). Відмінник охорони здоров'я УРСР (1978). Депутат Тернопільської обласної ради (1998—2002).

## Життєпис
Іван Макарович Фальфушинський народився 4 січня 1940 року в с. Маяки (нині — Княгининок) Луцького району Волинської області, тоді УРСР.
Закінчив Тернопільський медичний інститут (1969, нині університет).
Викладач Кременецького медичного училища (1969—1986), одночасно — лікар-оториноларинголог, від 1986 донині — завідувач спеціальним відділом № 1 (лор.-очний) Кременецької ЦРЛ.
Голова профспілок лікувальних установ району (1986—1998); член обласної ради профспілок і облкому профспілок медпрацівників.